# Gemma Arterton

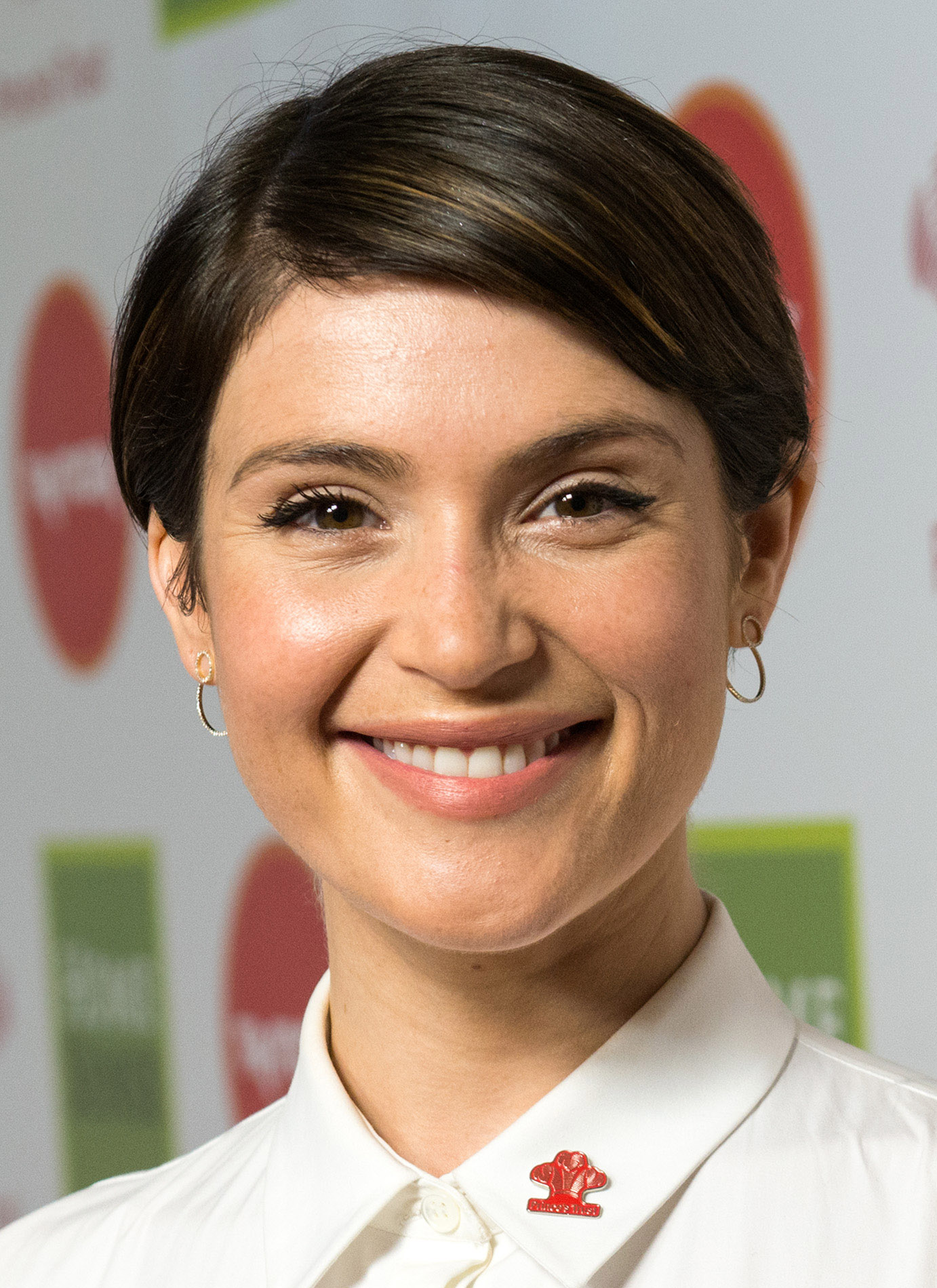
Gemma Arterton (2017)

Gemma Christina Arterton (* 2. Februar 1986 in Gravesend, Kent) ist eine britische Schauspielerin und Filmproduzentin. Bekanntheit erlangte sie als Bondgirl Strawberry Fields in James Bond 007: Ein Quantum Trost (2008) und durch ihre Rollen in Kampf der Titanen und Prince of Persia: Der Sand der Zeit (beide 2010).

## Leben und Karriere
Artertons Vater – ein Schweißer – und ihre Mutter – eine Reinigungskraft – ließen sich scheiden, als sie fünf Jahre alt war. Arterton wuchs mit ihrer drei Jahre jüngeren Schwester Hannah Arterton bei ihrer Mutter in einer Sozialbausiedlung im südenglischen Gravesend auf. Arterton beschreibt ihre Familie als „groß und dysfunktional“, aber glücklich. Nach dem Besuch einer Grammar School in der Nähe von Gravesend wurde sie an der Royal Academy of Dramatic Art zugelassen, wo sie das Unterschicht-Mädchen unter lauter Oxbridge-Absolventen war. Sie erhielt dort 2007 ihren Abschluss. Ihren für die Grafschaft Kent typischen, näselnden Akzent hat sie sich nach einigen Jahren abtrainiert; bereits an der Schauspielschule „wurde mir gesagt, ich sollte es ändern, es würde mich behindern.“ 2010 schickte der Regisseur Stephen Frears sie deswegen für den Film Immer Drama um Tamara zu einem Sprechtrainer.
Ihr Bühnendebüt gab Arterton 2007 als Rosalinde in Shakespeares Verlorene Liebesmüh am Londoner Globe Theatre, ihr Filmdebüt im selben Jahr in dem Fernsehfilm Capturing Mary und ihr Debüt in einem Kinofilm ebenfalls 2007 in der britischen Komödie Die Girls von St. Trinian. Den Durchbruch schaffte sie 2008 als Bondgirl Strawberry Fields in James Bond 007: Ein Quantum Trost an der Seite von Daniel Craig. Für die Rolle hatte sie sich gegen 1.500 Mitbewerberinnen durchgesetzt. Des Weiteren spielte sie die Elizabeth Bennet in der TV-Miniserie Wenn Jane Austen wüsste (2008) nach dem Roman Stolz und Vorurteil.
2009 war Arterton unter anderem in Radio Rock Revolution und der Fortsetzung zu Die Girls von St. Trinian zu sehen sowie in dem Film Spurlos – Die Entführung der Alice Creed. 2010 übernahm sie Rollen in den Filmen Kampf der Titanen an der Seite von Sam Worthington und neben Jake Gyllenhaal in Prince of Persia: Der Sand der Zeit. Außerdem spielte sie an der Seite von Stephen Dillane die Hilde Wangel in Ibsens Stück Baumeister Solness in einer Aufführung des Londoner Almeida Theatre. Zusammen mit Elizabeth Debicki als Virginia Woolf spielte sie die Rolle der Vita Sackville-West in dem Film Vita & Virginia (2018), der die Geschichte der beiden Schriftstellerinnen erzählt. Außerdem war sie das Gesicht einer Werbekampagne für die Hautpflegeserie „Neutrogena“. 2022 spielte sie eine Hauptrolle in dem Thriller Rogue Agent, der das Leben des britischen Hochstaplers Robert Hendy-Freegard porträtiert.
2010 heiratete Arterton im andalusischen Zuheros den 13 Jahre älteren italienischen Manager Stefano Catelli. 2013 gab sie die Trennung von Catelli bekannt. Das Paar ließ sich 2015 scheiden. Seit 2019 ist sie mit dem irischen Schauspielkollegen Rory Keenan verheiratet. Im Dezember 2022 bekam das Paar ein Kind.
2016 wurde Arterton in die Wettbewerbsjury der 73. Internationalen Filmfestspiele von Venedig berufen. 2018 wurde sie in die Academy of Motion Picture Arts and Sciences aufgenommen, die jährlich die Oscars vergibt.

## Filmografie (Auswahl)

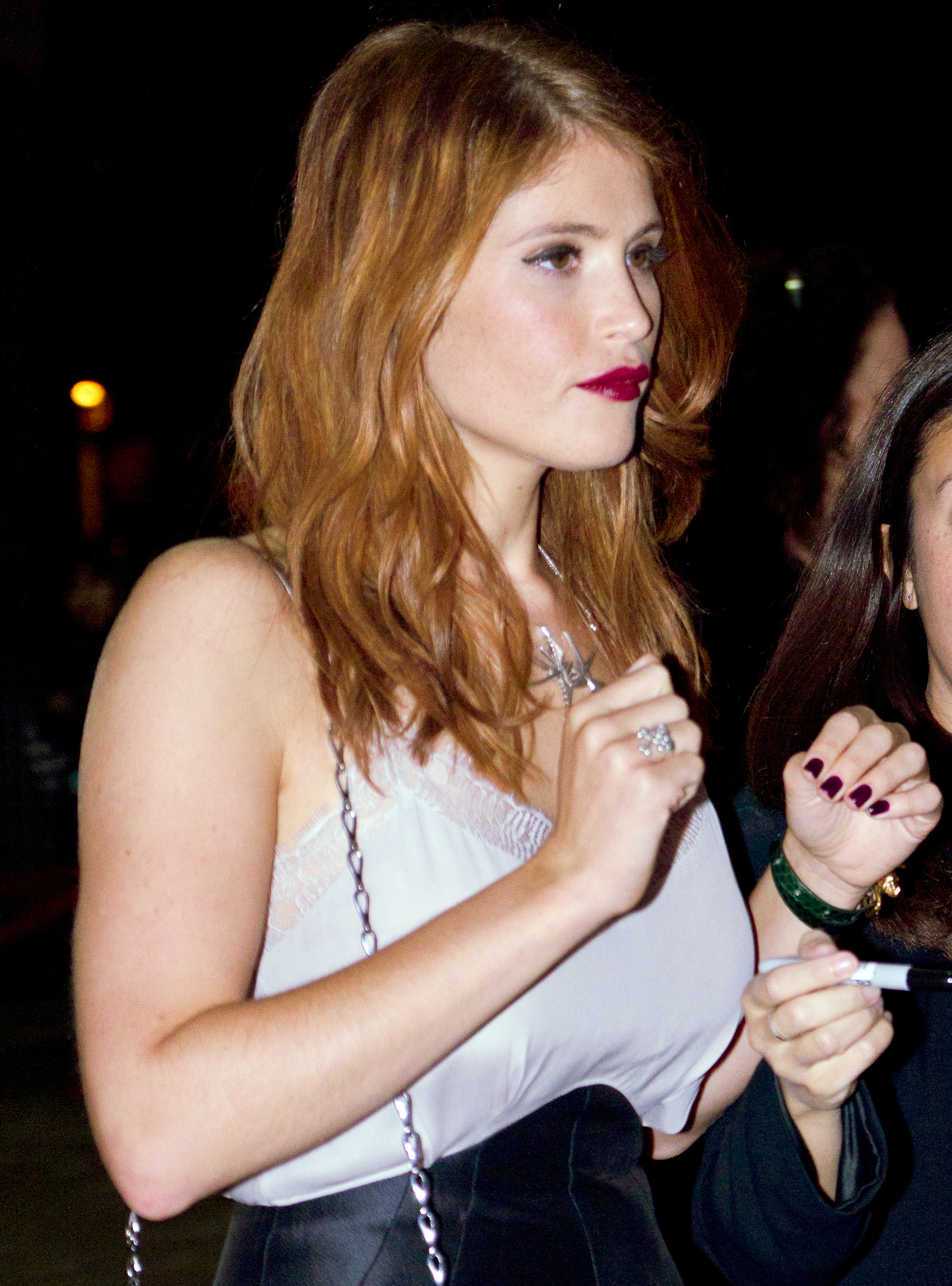
Arterton beim Toronto International Film Festival 2012

### Kinofilme
- 2007: Die Girls von St. Trinian (St. Trinian’s)
- 2008: 3 und raus! (Three and Out)
- 2008: Rock N Rolla (RocknRolla)
- 2008: James Bond 007: Ein Quantum Trost (Quantum of Solace)
- 2009: Perfect (Kurzfilm)
- 2009: Radio Rock Revolution (The Boat That Rocked)
- 2009: Spurlos – Die Entführung der Alice Creed (The Disappearance of Alice Creed)
- 2009: Die Girls von St. Trinian 2 – Auf Schatzsuche (St. Trinian’s 2: The Legend of Fritton’s Gold)
- 2010: Kampf der Titanen (Clash of the Titans)
- 2010: Prince of Persia: Der Sand der Zeit (Prince of Persia: The Sands of Time)
- 2010: Immer Drama um Tamara (Tamara Drewe)
- 2010: Sammys Abenteuer – Die Suche nach der geheimen Passage (Sammy’s avonturen: De geheime doorgang, Stimme)
- 2011: Astonish Me (Kurzfilm)
- 2012: It’s Getting Late (Kurzfilm)
- 2012: Byzantium
- 2012: Song for Marion
- 2013: Hänsel und Gretel: Hexenjäger (Hansel and Gretel: Witch Hunters)
- 2013: Runner Runner
- 2014: Gemma Bovery – Ein Sommer mit Flaubert (Gemma Bovery)
- 2014: The Voices
- 2016: 100 Streets
- 2016: Die Geschichte der Liebe (The History of Love)
- 2016: The Girl with All the Gifts
- 2016: Rastlos, Renée (Orpheline)
- 2016: Ihre beste Stunde – Drehbuch einer Heldin (Their Finest)
- 2017: National Theatre Live: Saint Joan
- 2017: The Escape
- 2018: Vita & Virginia
- 2019: My Zoe
- 2019: StarDog and TurboCat (Stimme)
- 2019: Johanna – Eine (un)typische Heldin (How to Build a Girl)
- 2019: Murder Mystery
- 2020: Summerland
- 2021: The King’s Man: The Beginning (The King’s Man)
- 2021: Walden
- 2022: Rogue Agent
- 2022: Maurice der Kater (The Amazing Maurice, Stimme)
- 2023: The Critic

### Fernsehen
- 2007: Capturing Mary (Film)
- 2008: Wenn Jane Austen wüsste (Lost in Austen, Vierteiler, 2 Folgen)
- 2008: Tess of the D’Urbervilles (Vierteiler, 4 Folgen)
- 2014: Inside No. 9 – Tom & Gerri (Serie)
- 2014: The Duchess of Malfi (Film)
- 2016: Some Mothers Do ’Ave ’Em – Sport Relief Special (Serie)
- 2018: Leading Lady Parts (Kurzfilm)
- 2018: Urban Myths – Marilyn Monroe and Billy Wilder (Serie)
- 2018: Watership Down (Vierteiler, 4 Folgen, Stimme von Clover)
- 2020: Black Narcissus (Miniserie, 3 Folgen)
- 2021–2023: Moley (Serie, Stimme, 18 Folgen)
- 2022–2024: Funny Women (Serie, 10 Folgen)
- 2023: Culprits (Miniserie, 7 Folgen)

### Produzent
- 2017: The Escape
- 2018: Leading Lady Parts
- 2018: Vita & Virginia
- 2020: Summerland
- 2020: Haryley Alien
- 2021: Jessie Ware: Remember Where You Are
- 2022–2024: Funny Women (Serie, 10 Folgen)

## Auszeichnungen
| Jahr | Preis                 | Kategorie                      | Film                                                               | Resultat  |
| ---- | --------------------- | ------------------------------ | ------------------------------------------------------------------ | --------- |
| 2008 | National Movie Awards | Beste Schauspielerin           | Die Girls von St. Trinian                                          | nominiert |
| 2008 | Empire Awards         | Beste Newcomerin               | Die Girls von St. Trinian                                          | nominiert |
| 2009 | Empire Awards         | Beste Newcomerin               | James Bond 007: Ein Quantum Trost                                  | gewonnen  |
| 2010 | Teen Choice Awards    | Breakout Female                | Kampf der Titanen                                                  | nominiert |
| 2010 | Teen Choice Awards    | Beste Schauspielerin – Fantasy | Prince of Persia: Der Sand der Zeit                                | nominiert |
| 2010 | Scream Awards         | Breakout Performance Female    | Prince of Persia: Der Sand der Zeit                                | nominiert |
| 2011 | BAFTA Award           | Rising Star Award              | Spurlos – Die Entführung der Alice Creed und Immer Drama um Tamara | nominiert |